# Dipodium brevilabium
Dipodium brevilabium är en orkidéart som beskrevs av Metusala och P.O'byrne. Dipodium brevilabium ingår i släktet Dipodium och familjen orkidéer. Inga underarter finns listade i Catalogue of Life.